# Sthenelais chathamensis
Sthenelais chathamensis är en ringmaskart som beskrevs av Knox 1960. Sthenelais chathamensis ingår i släktet Sthenelais och familjen Sigalionidae.
Artens utbredningsområde är havet kring Nya Zeeland. Inga underarter finns listade i Catalogue of Life.